# Lísies d'Atenes
Lísies o Lísias d'Atenes (en llatí Lysias, en grec antic Λυσίας) fou un general atenenc.
Segons Diodor de Sicília, va ser un dels deu generals nomenats per succeir a Alcibíades en el comandament de la flota el 406 aC, però, en canvi, Xenofont no l'esmenta en la llista que dona dels deu generals.
Sembla clar que era un dels que tenia el comandament a la batalla de les Arginuses, en la qual la seva trirrem va ser enfonsada i es va poder escapar amb dificultat. Al seu retorn a Atenes, junt amb els seus cinc col·legues, van ser portats a judici i executats, sota el càrrec d'haver descuidat el deure de recollir els cossos dels homes que havien mort a la batalla.